# Dirk van Foreest (1729-1782)
Dirk van Foreest, heer van Schoorl en Camp, (Hoorn, 25 september 1729 – Alkmaar, 27 maart 1782) was een Nederlandse jurist.
Van Foreest was onder meer schepen van Hoorn, schepen, vroedschap en burgemeester van Alkmaar en lid van de Gecommitteerde Raden van Holland in het Noorderkwartier. Tevens was hij heemraad, hoofdingeland en dijkgraaf van de Wieringerwaard, alsmede hoofdingeland van de Beemster, de Schermer en de Zijpe en Hazepolder.
Hij werd geboren als zoon van Cornelis van Foreest en Maria Eva van Akerlaken. Hij erfde van zijn vader de heerlijkheid van Schoorl en Camp, alsmede de buitenplaats Nijenburg te Heiloo. In 1751 promoveerde hij in de rechten aan de universiteit van Leiden. Op 22 juli 1755 trouwde hij te Alkmaar met Maria Wilhelmina Stoesak (1733-1782), dochter van Zacheus Stoesak en Louisa Jacoba Helvetius. Zij kregen zeven kinderen: drie dochters en vier zoons. De zoons Cornelis en Zacheus zouden in hun vaders voetsporen treden als Alkmaarse regenten.